# Sós Vera
Sós Vera (1926 – Budapest, 1968. október 2. vagy 3.) keményvonalas kommunista, államvédelmi tiszt (főhadnagy), több koholt per iratanyagának előkészítője Szücs Ernő működése alatt, annak titkárnőjeként férjével, Koós Bélával.

## Életrajza
Zsidó családba született. A kor zsidótörvényei, illetve a háború együttesen járultak hozzá, hogy középiskolai tanulmányait csak felnőtt fejjel fejezte be. 1945 elején, 19 évesen, mindössze általános iskolai végzettséggel kezdett dolgozni a Belügyminisztériumnál. Ősztől a sajtórendészeti osztályon, 1946 szeptemberétől pedig Szücs Ernő titkárságán dolgozott annak 1950-es haláláig férjével, Koós Bélával együtt. Munkahelyük a Sztálin (ma: Andrássy) út 60-ban volt. Az ő feladatuk volt a rendszer külső, majd belső ellenségeinek összeírása, illetve az ügyekhez kapcsolódó mindennemű adminisztráció (jegyzőkönyvek, vádiratok stb.) intézése Szücs utasításai alapján.
Az így felépített adat- és irattárhoz Szücsön kívül ők ketten, illetve Moszkva férhetett csak hozzá. 1950-ben Péter Gábor utasítására kezdett feljegyzéseket írni főnökéről, akit még abban az évben letartóztattak, és rövid úton agyonvertek. Sós ezután 1952-ben a Külügyminisztériumhoz került, ahol 1953 januárjában cionista összeesküvés vádjával letartóztatták. 11 hónapot, gyakorlatilag a teljes 1953-as évet magánzárkában töltötte. 1954 februárjában a hadbíróság elítélte; rangjától megfosztotta, a pártból pedig kizárta, míg a közel egyévnyi elzárással a büntetés további részét letöltöttnek nyilvánította.
Az 1956-os forradalmat követően előbb a Ferunion Külkereskedelmi Vállalatnál, majd a Kossuth Könyvkiadónál dolgozott. Közben folyamatosan tanult; 1967-ben, vagy 1968-ban az ELTE magyar-történelem szakán szerzett diplomát esti tagozaton, illetve ekkorra már hét idegen nyelven (német, francia, olasz, angol, orosz, spanyol és portugál) beszélt magas szinten, így eredetiben olvashatta a szerkesztőségbe hivatalból érkező nyugati, illetve szovjet sajtót.
1968 nyarán mániás depressziót diagnosztizáltak nála, amivel a Kútvölgyi kórház idegosztályára is beutalták. Szimpatizált a prágai tavasz céljaival és eseményeivel, egyúttal ellenezte a varsói szerződés tagországainak augusztus 21-iki bevonulását, ami ellen még nyílt levelet is írt munkahelyén. Ezt a faliújságról annak kifüggesztése után egy barátnője szinte azonnal eltüntette, Vera pedig (vélhetően a következményektől megvédendő) zárt osztályra került, ahonnét szeptember végén engedték haza.
A halotti anyakönyvi kivonata szerint 1968. október 3-án, míg férje feljegyzése szerint október 2-án (Péter fia tizenhetedik születésnapján) különösebb előzmény, vagy búcsúlevél nélkül férje szolgálati fegyverével öngyilkos lett, három gyermekét és férjét hátrahagyva. Holtteste mellett a nyugatnémet Stern magazin volt, a prágai eseményeket bemutató fotóriportnál kinyitva. Hamvait a Farkasréti temetőben helyezték örök nyugalomra az 1665-833, 18. tábla, 1. sor, 104. számú urnatartójába, amit annak bérleti joga lejárta után másnak adtak, urnája tartalmát pedig a temető alkalmazottai valahová kiöntötték.
Legidősebb gyermeke, Koós Anna színésznő 2002-ben költözött vissza Budapestre New Yorkból, hogy szülei addig még előtte is titkolt államvédelmis múltját kutassa. Ennek eredményeit 2006-ban A nem kívánt hagyaték címmel publikálta.